# Dwergooruil
De dwergooruil (Otus scops) is een vogel uit de orde van de uilen (Strigiformes). De wetenschappelijke naam van de soort werd als Strix scops in 1758 gepubliceerd door Carl Linnaeus.

## Kenmerken
Het verenkleed van deze vogel is grijs of roodbruin met een fijne, zwarte tekening. Dit kleine uiltje heeft twee veerpluimen op zijn kop. Soms zijn die 'oren' nauwelijks te zien, maar bij onraad zet hij ze rechtop. Het verenkleed van beide geslachten is gelijk. Dwergooruilen worden maximaal 20 cm groot en 60 tot 125 gram zwaar. 

## Leefwijze
Ze worden bijna nooit overdag gezien. Ze jagen op kleinere prooien; insecten, spinnen, regenwormen, kleine reptielen, vleermuizen en kleine vogels.

## Verspreiding en leefgebied
Dwergooruilen komen voor in de landen rond de Middellandse Zee: Frankrijk, Spanje, Italië, Griekenland, en Zuidoost-Europa in open landschappen met wat bomen, in tuinen, parken en lanen. Ze overwinteren in Afrika. Ze leven in bossen tussen bomen, in de buurt van gebouwen en wateren en in ruïnes. 
Er worden vijf ondersoorten onderscheiden:
- O. s. scops: van Frankrijk en Italië tot de Kaukasus.
- O. s. mallorcae: het Iberisch Schiereiland, de Balearen en noordwestelijk Afrika.
- O. s. cycladum: van zuidelijk Griekenland en Kreta tot zuidelijk Turkije, Syrië en Jordanië.
- O. s. turanicus: van Irak tot noordwestelijk Pakistan.
- O. s. pulchellus: van Kazachstan tot zuidelijk Siberië en de westelijke Himalaya.

De Cyprusdwergooruil ('Otus cyprius') was voorheen een ondersoort van de dwergooruil, maar wordt nu gezien als een aparte soort. 

### Voorkomen in Nederland en België
In Nederland is de dwergooruil een dwaalgast met in totaal 13 bevestigde waarnemingen. Ook in België waren er verschillende waarnemingen.

## Status wereldwijd
De grootte van de populatie wordt geschat op 0,79-1,35 miljoen volwassen vogels. Op de Rode lijst van de IUCN heeft deze soort de status niet bedreigd.